# Lycomorpha erythrophora
Lycomorpha erythrophora là một loài bướm đêm thuộc phân họ Arctiinae, họ Erebidae.